# ناصر سودانی
ناصر سودانی (زاده ۱۳۳۹ هویزه)  سیاست‌مدار و مدیر اجرایی ایرانی است.
وی نمایندهٔ مجلس دورهٔ هفتم و هشتم  و  نهم در حوزهٔ انتخابیهٔ اهواز، حمیدیه و بخش باوی بوده است.وی رئیس شورای ائتلاف نیروهای انقلاب اسلامی استان خوزستان بوده است.
وی حتی ریاست دانشگاه امیر المومنین اهواز را برعهده داشت.
یکی از سه نمایندهٔ حوزهٔ انتخابیهٔ اهواز،حمیدیه و بخش باوی در دورهٔ نهم مجلس شورای اسلامی ایران است. وی در دورهٔ دوم انتخابات مجلس نهم در شهر اهواز، به همراه سید شکرخدا موسوی به مجلس راه یافت.
.